# Škarićevo
Škarićevo är en ort i Kroatien.   Den ligger i länet Krapina-Zagorjes län, i den norra delen av landet, 30 km norr om huvudstaden Zagreb. Škarićevo ligger 229 meter över havet och antalet invånare är 805.
Terrängen runt Škarićevo är platt söderut, men norrut är den kuperad. Runt Škarićevo är det ganska tätbefolkat, med 72 invånare per kvadratkilometer. Närmaste större samhälle är Krapina, 5,4 km norr om Škarićevo. Omgivningarna runt Škarićevo är en mosaik av jordbruksmark och naturlig växtlighet.